# Kerry S. Walters
Kerry S. Walters, né en 1954, est un professeur de philosophie du Gettysburg College, et auteur de nombreux livres sur la philosophie et la religion.

## Carrière
Walters obtient son doctorat en philosophie en 1985 à l'université de Cincinnati. Après son doctorat, il rédige plusieurs ouvrages sur le mysticisme chrétien, l'athéisme, le pacifisme chrétien, la pensée critique, et le déisme de la jeune Amérique. En 1998, son livre Benjamin Franklin and His Gods constitue une étude complète de la vie spirituelle de Benjamin Franklin. 
Walters occupe la "William Bittinger Chair of Philosophy" depuis 2000.  